# Tutorial
Tutorial é uma ferramenta de ensino/aprendizagem , podendo ser tanto um programa de computador quanto um texto, contendo ou não imagens, que auxilia o processo de aprendizagem exibindo passo a passo o funcionamento de algo.
A palavra tutorial é derivada da palavra tutor visto que o seu objectivo é ensinar. Tutoriais são muito comuns na informática, onde são usados para ensinar como programas funcionam, e como podem ser operados por usuários iniciantes. Ou ainda, um programa ou texto, contendo ou não imagens, que ensinam didaticamente, como um aplicativo funciona. A palavra vem do latim tutus (proteger). Os tutoriais "protegem" o usuário das armadilhas do programa, ou resguardam a integridade do computador das investidas dos usuários mais afoitos.
O tutorial também pode ser entendido como um "Manual de instruções" ou ainda como um "passo-a-passo" para que um usuário, através de explicações mais simplificadas, chegue ao resultado que se espera dele.
A escrita está na maioria das vezes no modo imperativo